# Municipio de Morris (Illinois)
El municipio de Morris es un municipio situado en el condado de Grundy, Illinois, Estados Unidos. Tiene una población estimada, a mediados de 2023, de 7265 habitantes.

## Geografía
Está ubicado en las coordenadas 41°21′52″N 88°24′32″O / 41.36444, -88.40889 (41.364554, -88.408932). Según la Oficina del Censo, tiene una superficie total de 10.0 km², de los cuales 9.0 km² corresponden a tierra firme y 1.0 km² están cubiertos de agua.

## Demografía
Según el censo de 2020, en ese momento había 7139 personas residiendo en la zona. La densidad de población era de 793 hab./km². El 80.81% de los habitantes eran blancos, el 1.71% eran afroamericanos, el 0.50% eran amerindios, el 0.95% eran asiáticos, el 0.01% era isleño del Pacífico, el 6.21% eran de otras razas y el 9.81% eran de una mezcla de razas. Del total de la población, el 16.91% eran hispanos o latinos de cualquier raza.